# Đake
Đake (en serbe cyrillique : Ђаке) est un village de Serbie situé dans la municipalité de Kuršumlija, district de Toplica. Au recensement de 2011, il comptait 41 habitants.

## Démographie
| 1948 | 1953 | 1961 | 1971 | 1981 | 1991 | 2002 | 2011 |
| ---- | ---- | ---- | ---- | ---- | ---- | ---- | ---- |
| 552  | 583  | 525  | 368  | 223  | 112  | 83   | 41   |

|  |